# Hemiexarnis epiphana
Hemiexarnis epiphana là một loài bướm đêm trong họ Noctuidae.